# Maria Winkelmann
Pour les articles homonymes, voir Winkelmann.
Maria Margarethe Kirch (née Winkelmann) (25 février 1670, Panitzsch – 29 décembre 1720, Berlin) est une astronome allemande et l'une des personnalités de sa profession les plus connues de son époque.

## Biographie

### Jeunesse
Maria Winkelmann a été instruite dès son jeune âge par son père, un pasteur luthérien, qui croyait qu'elle méritait une éducation équivalente à celle accordée aux jeunes garçons de l'époque. Après la mort de son père, son éducation est poursuivie par son oncle. Comme Marie avait eu un intérêt pour l'astronomie dès son jeune âge, elle profite de l'occasion d'étudier avec Christoph Arnold, un astronome autodidacte qui a travaillé comme agriculteur à Sommerfeld, près de Leipzig. Elle devient apprentie officieuse d'Arnold et plus tard, son assistante, vivant avec lui et sa famille.

### Carrière

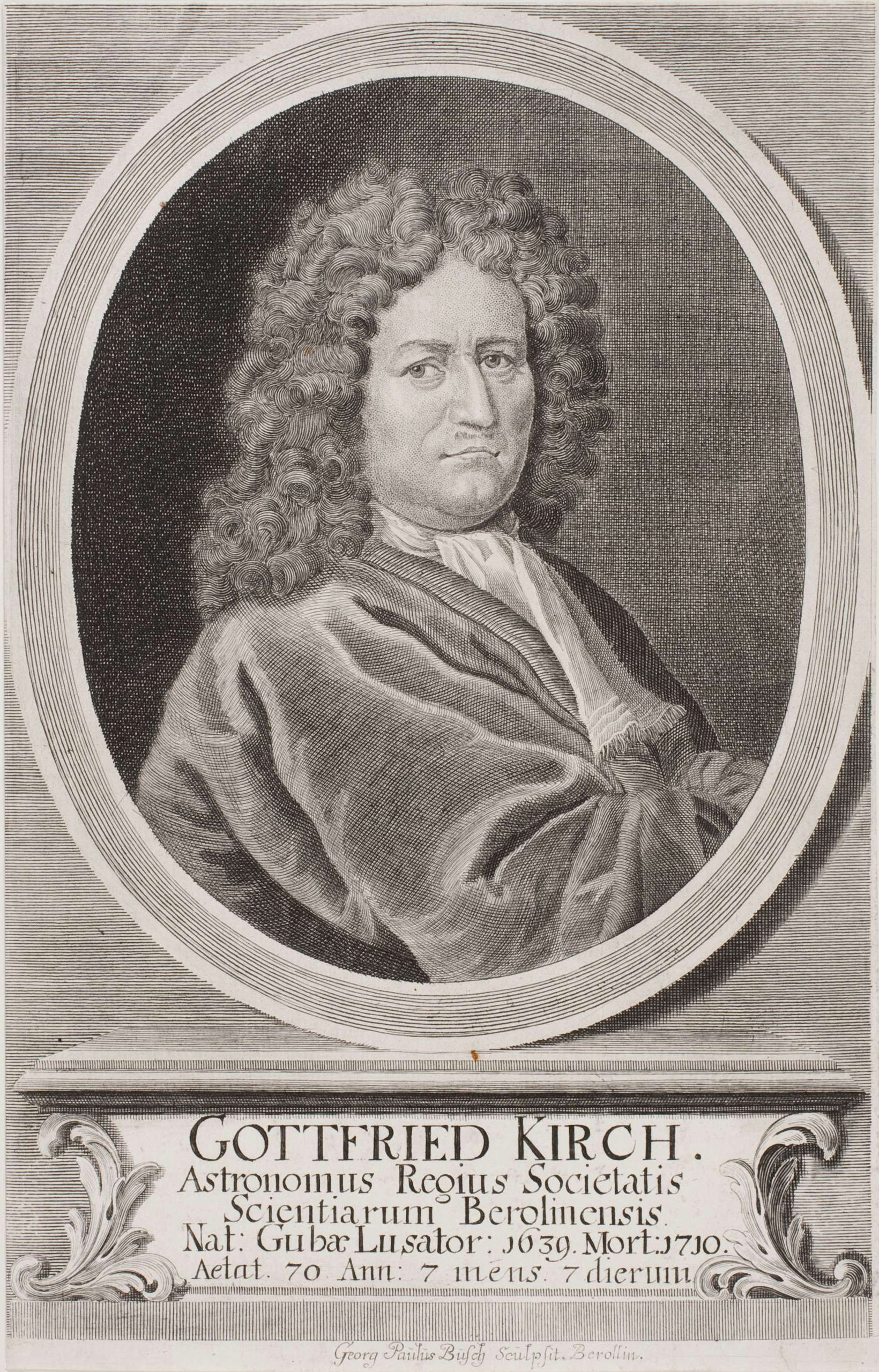
Gottfried Kirch.

Via Arnold, elle rencontre le mathématicien Gottfried Kirch qui est l'un des astronomes allemands les plus connus de l'époque et, bien qu'il soit de 30 ans son aîné, ils se marient en 1692. Leurs enfants, Christfried, Christine et deux autres filles, poursuivent à leur tour des carrières en astronomie . Gottfried Kirch donne à Winkelmann de l'instruction supplémentaire en astronomie, comme il l'avait fait pour sa sœur et beaucoup d'autres étudiants. Bien qu'à cette époque, les femmes n'avaient pas le droit de fréquenter les universités, beaucoup de travail était effectué en dehors des universités et Gottfried lui-même n'avait jamais fréquenté une université.
Maria et Gottfried travaillaient en équipe, mais Maria était principalement considérée comme l'assistante de Gottfried plutôt que son égale. Ensemble, ils ont fait des observations et des calculs pour produire des calendriers et éphémérides. À partir de 1697, le couple a également commencé la consignation d'informations météorologiques.
Les données recueillies par les Kirch ont été utilisées pour produire des calendriers et almanachs, également très utiles pour la navigation. L'Académie royale des Sciences de Berlin était chargée de la vente de leurs calendriers, qui comprenaient des informations sur les phases de la lune, le coucher du soleil, les éclipses, et la position du soleil et des autres planètes.
Le 21 mars 1702, tout en faisant ses observations régulières de nuit, Maria découvre une comète auparavant inconnue, la « comète de 1702 » (C/1702 H1), devenant ainsi la première femme à faire une telle découverte.
Cependant, la comète n'a pas été nommée en son honneur, comme c'était le cas avec la plupart des comètes nouvellement découvertes : au contraire, Gottfried prend le crédit pour sa découverte, quelque chose qu'il a pu faire de peur du ridicule si la vérité voyait le jour. Il est probable, cependant, que Maria n'a pas pu faire une demande en son nom propre parce qu'elle publiait exclusivement en allemand alors que la langue privilégiée dans les milieux scientifiques allemands de l'époque était le latin. En fait, ceci a empêché la publication de ses œuvres dans la seule revue scientifique de l'époque en Allemagne, Acta Eruditorum. Gottfried a admis la vérité quant à sa découverte, plus tard, en 1710, mais jamais la comète n'a été nommée en référence à Maria.
Maria a continué de poursuivre un travail important en astronomie, publiant en allemand sous son propre nom, et avec la reconnaissance appropriée. Ses publications, qui comprenaient ses observations sur les aurores boréales (1707), la brochure Von der Conjunction der Sonne des Saturni und der Venus sur la conjonction du soleil avec Saturne et Vénus (1709), et la conjonction attendue de Jupiter et de Saturne en 1712, sont devenus des contributions durables à l'astronomie. Ce dernier contenait à la fois des observations astrologiques et astronomiques et certains ont prétendu qu'il penchait vers le premier. Cependant, Alphonse Des Vignoles, président de l'Académie de Berlin, a déclaré dans son éloge : « Mme Kirch préparait des horoscopes à la demande de ses amis, mais toujours contre son gré et pour ne pas être désagréable envers ses mécènes »,.

### En tant que veuve

#### La mort de Gottfried et l'Académie

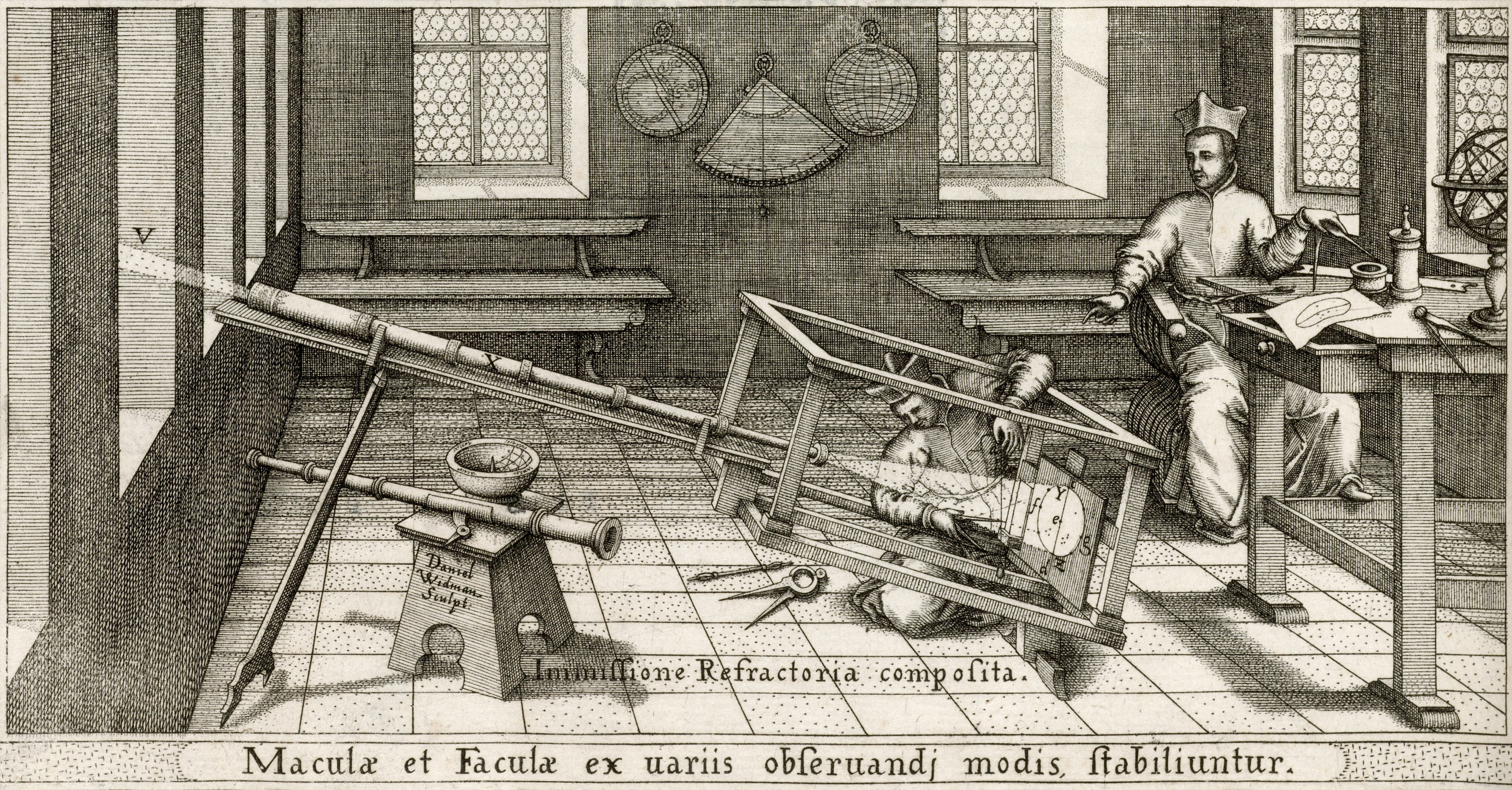
Christoph Scheiner étudiant les taches solaires (1625).

Après la mort de Gottfried à Berlin le 25 juillet 1710, Maria tente de prendre la place de son mari comme astronome et concepteur de calendrier à l'Académie royale des sciences, en disant qu'elle avait mené la plupart de ce travail au cours de la maladie dont il était mort, puisqu'à cette époque, il n'était pas inhabituel que les veuves prennent en charge les affaires de leur mari. Toutefois, le conseil de l'Académie royale refuse cette proposition. En fait, l'Académie n'en avait même pas envisagé la possibilité avant que Maria n'en fasse la demande, car ils étaient réticents à créer un précédent.
La seule personne soutenant Maria est le président de l'Académie de l'époque, Gottfried Wilhelm Leibniz, qui depuis longtemps l'avait encouragée et s'était arrangé pour qu'elle soit présentée à la cour royale de Prusse en 1709 où elle a fait une bonne impression en discutant des taches solaires. Même le soutien de Leibniz est insuffisant pour changer l'avis de l'Académie bien que Maria ait été laissée sans revenu.
Maria était d'avis que ses pétitions avaient été refusées à cause de son sexe. Cela est quelque peu soutenu du fait que Johann Heinrich Hoffmann, qui avait peu d'expérience, est alors nommé à la position de son mari à sa place. Hoffmann prend alors de grands retards dans son travail et ne réussit pas à faire les observations nécessaires, allant même jusqu'à suggérer que Maria devienne son assistante Maria écrit: Maintenant, je passe par un désert aride, et parce que... l'eau est rare... le goût est amer. Toutefois, elle est finalement admise par l'Académie des Sciences de Berlin.

#### Publications et emplois divers

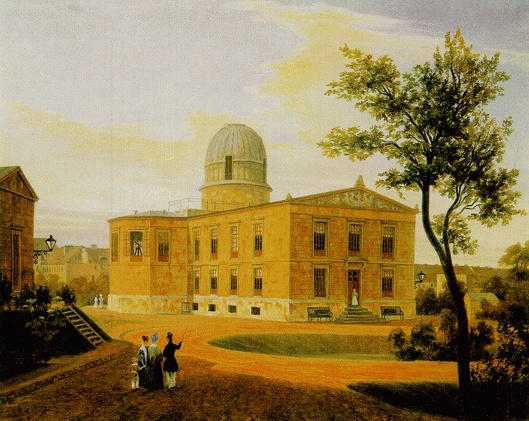
Observatoire de Berlin (Neue Berliner Sternwarte).

En 1711, elle publie Die Vorbereitung zug grossen Opposition , une brochure bien accueillie dans laquelle elle prédit une nouvelle comète, suivie d'une brochure concernant Jupiter et Saturne qui était encore un assemblage des calculs astronomiques et de matériel astrologique.
En 1712, Maria accepte le patronage d'un ami de la famille, Bernhard Friedrich Baron von Krosigk, qui était un astronome amateur passionné, et commence à travailler dans son observatoire. Elle forme ses fils et filles à agir comme ses assistants et poursuit les travaux astronomiques de la famille, continuant la production de calendriers et almanachs, ainsi que des observations.
Après la mort du baron von Krosigk en 1714, Maria déménage à Dantzig pour aider un professeur de mathématiques pendant une courte période avant de revenir. En 1716, elle reçoit une offre d'emploi du tsar de Russie, Pierre le Grand, mais elle préfère rester à Berlin, où elle continue à calculer des calendriers pour des endroits comme Nuremberg, Dresde, Breslau, et la Hongrie.

#### À l'ombre de la carrière de Christfried Kirch
Aussi en 1716, le fils de Maria, Christfried Kirch, devient le directeur de l'Observatoire de Berlin de l'Académie royale des sciences après la mort d'Hoffmann et Maria et sa fille, Christine Kirch, deviennent ses assistants. Des membres de l'Académie se plaignent qu'elle prend un rôle trop important lors de visites à l'observatoire et exigent qu'elle se comporte comme une assistante et demeure en arrière-plan. Maria refuse de ce faire et est contrainte de prendre sa retraite, étant ainsi obligée de renoncer à sa maison, qui était située sur les terrains de l'observatoire.
Maria a continué à travailler en privé, mais ces conditions la forcent finalement à abandonner tous les travaux astronomiques et elle meurt à Berlin le 29 décembre 1720. Ses trois filles ont continué une grande partie de son travail après sa mort, aidant leur frère dans sa position de maître astronome.

## Honneurs
- Médaille d'or de l'Académie de Berlin.
- L'astéroïde de la ceinture principale (9815) Mariakirch a été nommé en son honneur.